# Abington (krater)
För andra betydelser, se Abington.
Abington är en nedslagskrater med en diameter på 21 kilometer, på planeten Venus. Abington har fått sitt namn efter den brittiska skådespelerskan Frances Abington.